# Ditizon
Ditizon, difenylotiokarbazon – organiczny związek chemiczny, pochodna tiokarbazonu, stosowany jako odczynnik chemiczny do wykrywania i oznaczania metali.

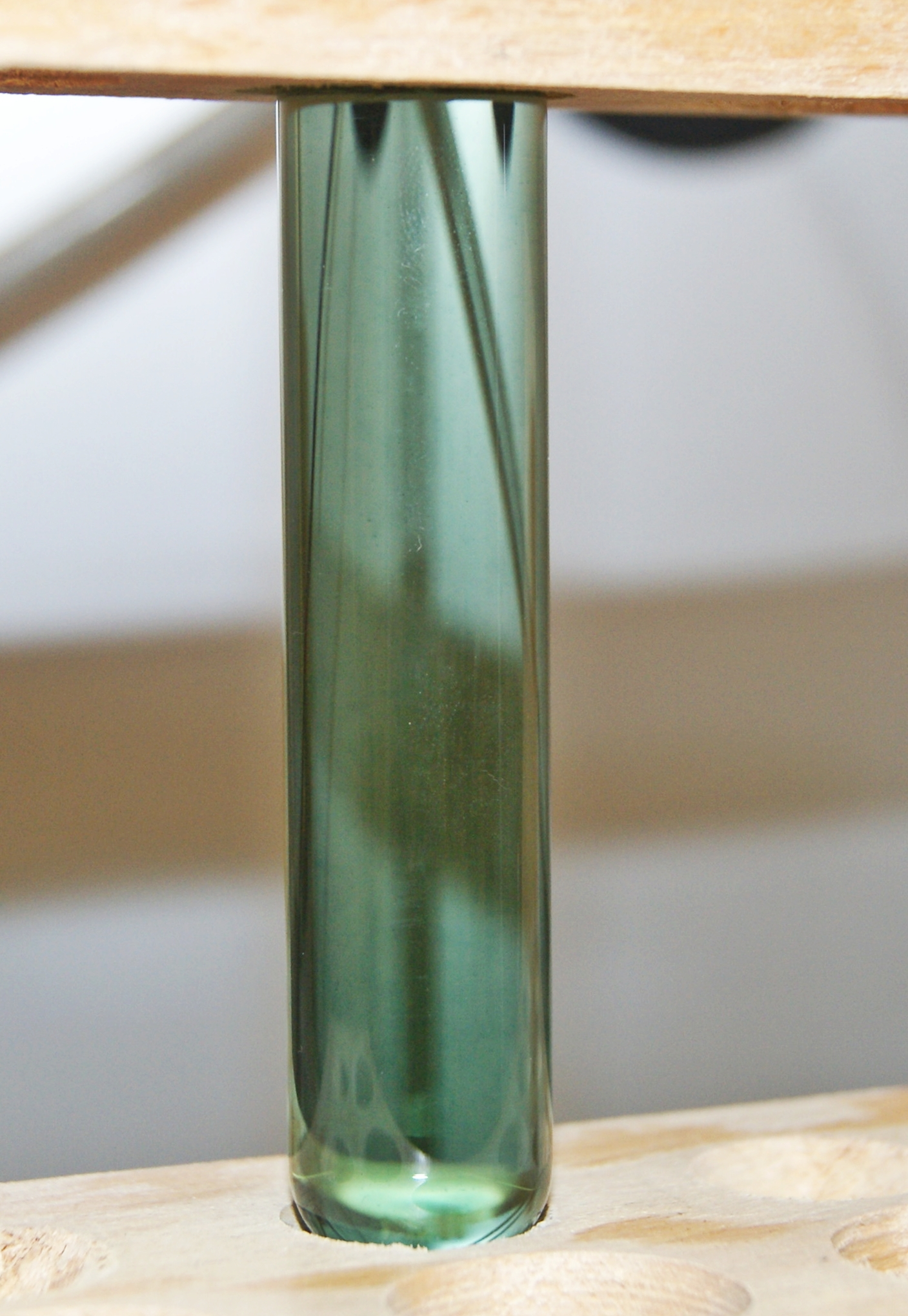
Roztwór ditizonu w etanolu

W stanie stałym ma postać czarnego lub czarnobrunatnego proszku. jest nierozpuszczalny w wodzie. Jego roztwór w etanolu, chloroformie lub czterochlorku węgla ma kolor zielony.
Stosowany jest do oznaczania metali (np. bizmutu, kadmu, kobaltu, ołowiu, rtęci, srebra, złota) metodami kompleksometrycznymi i fotometrycznymi oraz do ich ekstrakcji, np. śladów srebra z roztworów związków platynowców.
Pochodne ditizonu po dodaniu substancji pomocniczych mogą stanowić preparat farmaceutyczny stosowany do diagnozowania, zwłaszcza stanów patologicznych trzustki i innych narządów i tkanek, zawierających duże stężenie jonów metali, w tym cynku.